# Döpper

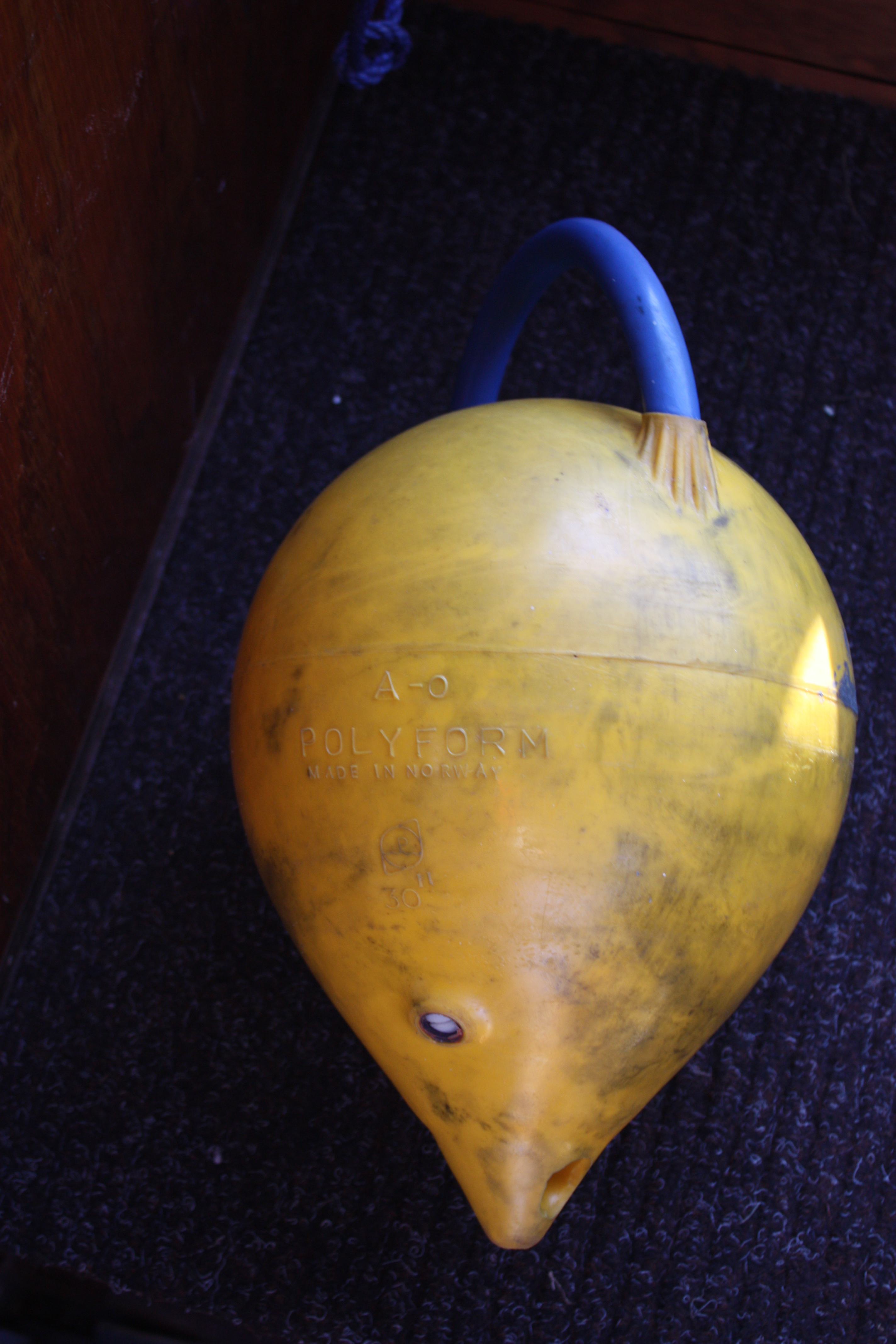
Gelber Döpper, bei dem nur die über Wasser sichtbare Seite als Kegel geformt ist.

Ein Döpper ist ein Schwimmkörper, vergleichbar mit einer kleineren Boje, meist in Form eines Kegels.
Nach der in Deutschland gültigen Binnenschifffahrtsstraßen-Ordnung müssen Anker, die die Schifffahrt behindern könnten, mit gelben Döpper mit Radarreflektor markiert werden. Auch zur Markierung von Netzen und Auslegern von Fischereifahrzeugen sind Döpper vorgeschrieben. Dieselben Regeln sind in der Europäischen Binnenschifffahrtsstraßen-Ordnung (CEVNI, Code Européen des Voies de la Navigation Intérieure) festgelegt.